# 12514 Schommer
12514 Schommer este un asteroid din centura principală de asteroizi.

## Descriere
12514 Schommer este un asteroid din centura principală de asteroizi. A fost descoperit pe 20 aprilie 1998 la Kitt Peak National Observatory în cadrul proiectului Spacewatch. El prezintă o orbită caracterizată de o semiaxă mare de 2,55 ua, o excentricitate de 0,17 și o înclinație de 5,3° în raport cu ecliptica.